# Sydlig knappnålsmossa
Sydlig knappnålsmossa (Tetrodontium ovatum) är en bladmossart som beskrevs av Schwaegrichen 1824. Enligt Catalogue of Life ingår Sydlig knappnålsmossa i släktet knappnålsmossor och familjen Tetraphidaceae, men enligt Dyntaxa är tillhörigheten istället släktet knappnålsmossor och familjen Tetraphidaceae. Enligt den finländska rödlistan är arten nära hotad i Finland. Enligt den svenska rödlistan är arten sårbar i Sverige. Arten förekommer i Götaland, Svealand, Nedre Norrland och Övre Norrland. Artens livsmiljö är andra klippor. Inga underarter finns listade i Catalogue of Life.